# Kahrlā
Kahrlā (persiska: کهرلا) är en ort i Iran.   Den ligger i provinsen Khuzestan, i den centrala delen av landet, 500 km söder om huvudstaden Teheran. Kahrlā ligger 872 meter över havet och antalet invånare är 392.
Terrängen runt Kahrlā är bergig åt nordväst, men åt sydost är den kuperad. Kahrlā ligger nere i en dal.Runt Kahrlā är det ganska tätbefolkat, med 56 invånare per kvadratkilometer. Närmaste större samhälle är Dehdez, 10,5 km öster om Kahrlā. Omgivningarna runt Kahrlā är i huvudsak ett öppet busklandskap.